# Francisco Pineda (ambientalista)
Francisco Pineda é um ambientalista de El Salvador. Ele recebeu o Prémio Ambiental Goldman em 2011 pelos seus esforços na protecção dos recursos hídricos em El Salvador contra a poluição de projectos de mineração.
Ele reside em San Isidro, Cabañas.